# Kanton Quijos
Der Kanton Quijos befindet sich in der Provinz Napo im Nordosten von Ecuador. Er besitzt eine Fläche von 1589 km². Im Jahr 2022 lag die Einwohnerzahl bei rund 6500. Verwaltungssitz des Kantons ist die Ortschaft Baeza mit 1691 Einwohnern (Stand 2010). Der Kanton Quijos wurde am 17. Januar 1955 eingerichtet.

## Lage
Der Kanton Quijos befindet sich nordzentral in der Provinz Napo. Das Gebiet liegt in der Cordillera Real. Im äußersten Südosten erhebt sich der Vulkan Sumaco. Der Río Quijos, der Oberlauf des Río Coca, entwässert das Areal in nordöstlicher Richtung. Die Fernstraße E45 (Tena–Nueva Loja) durchquert den Kanton in nördlicher Richtung und passiert dabei den Hauptort Baeza. Dort zweigt die E20 nach Westen zur Hauptstadt Quito ab.
Der Kanton Quijos grenzt im äußersten Osten an den Kanton Loreto der Provinz Orellana, im Süden an den Kanton Archidona, im Westen an den Kanton Quito der Provinz Pichincha sowie im Norden an den Kanton El Chaco.

## Verwaltungsgliederung
Der Kanton Quijos ist in die Parroquia urbana („städtisches Kirchspiel“)
- Baeza

und in die Parroquias rurales („ländliches Kirchspiel“)
- Cosanga
- Cuyuja
- Papallacta
- San Francisco de Borja
- Sumaco

gegliedert.

## Geschichte
Entwicklung der Einwohnerzahl im Kanton Quijos bei landesweiten Volkszählungen zum jeweiligen Gebietsstand:
| Jahr                    | Einwohner | +/-     |
| ----------------------- | --------- | ------- |
| 1962                    | 2.600     | –       |
| 1974                    | 6.964     | 167,8 % |
| 1982                    | 9.175     | 31,7 %  |
| 1990                    | 4.679     | −49 %   |
| 2001                    | 5.505     | 17,7 %  |
| 2010                    | 6.224     | 13,1 %  |
| 2022                    | 6.472     | 4 %     |
| Datenherkunft: Wikidata |           |         |

## Ökologie
Im Südwesten des Kantons befindet sich der Nationalpark Antisana, im Nordwesten der Nationalpark Cayambe Coca sowie im Osten der Nationalpark Sumaco Napo-Galeras.